# Arquidiócesis de Sucre
La arquidiócesis de Sucre (en latín: Archidioecesis Sucrensis) es una circunscripción eclesiástica de la Iglesia católica en Bolivia. Se trata de una arquidiócesis latina, sede metropolitana de la provincia eclesiástica de Sucre. Desde el 11 de febrero de 2020 su arzobispo y primado de Bolivia (desde el 11 de febrero de 2021) es Ricardo Ernesto Centellas Guzmán.

## Territorio y organización

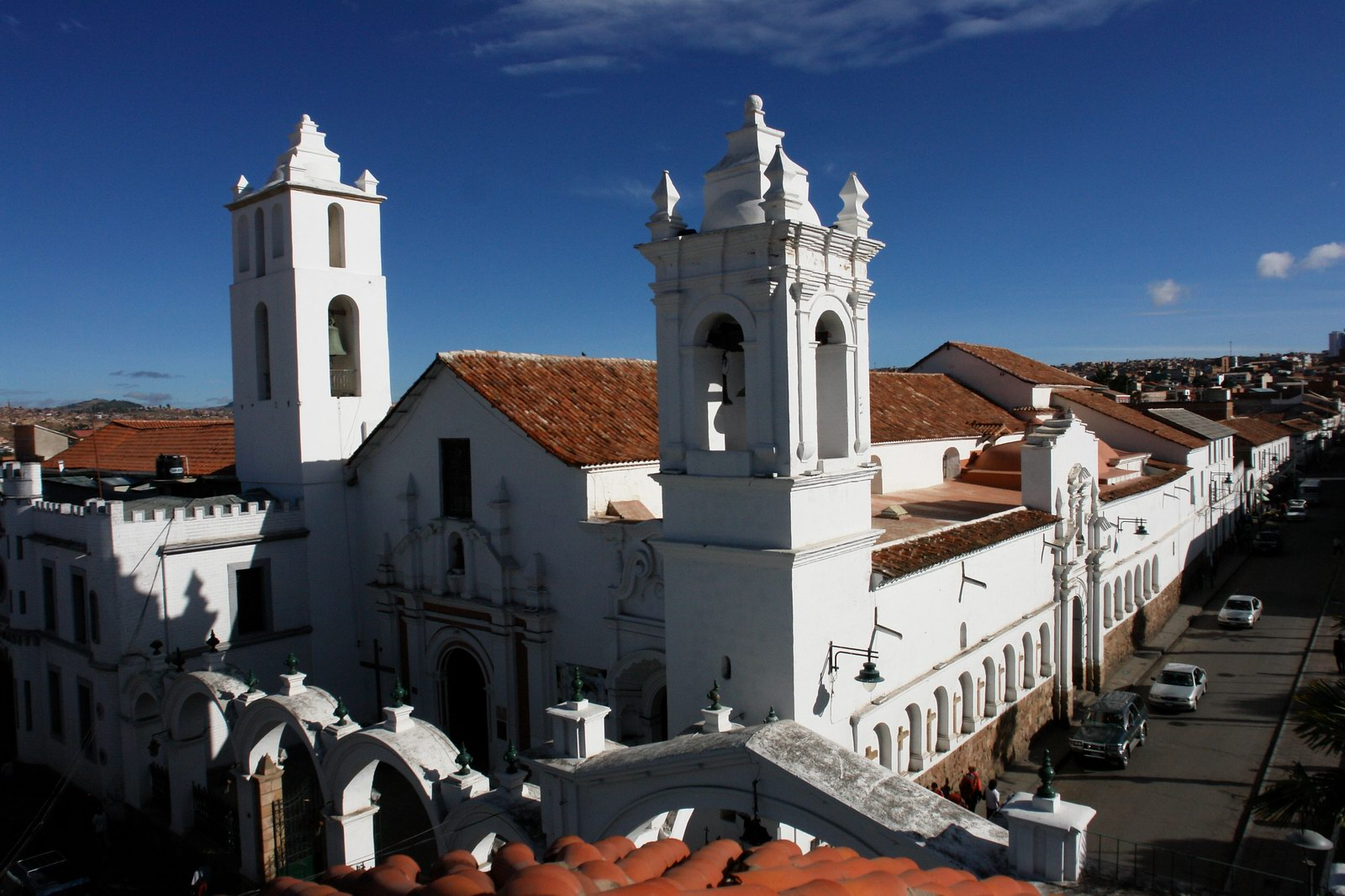
Basílica de San Francisco de Charcas

La arquidiócesis tiene 51 124 km² y extiende su jurisdicción sobre los fieles católicos de rito latino residentes en el departamento de Chuquisaca, con excepción de algunas localidades de las provincias de Hernando Siles y de Luis Calvo, que pertenecen al vicariato apostólico de Camiri.
La sede de la arquidiócesis se encuentra en la ciudad de Sucre, en donde se halla la Catedral basílica de Nuestra Señora de Guadalupe, cuya construcción comenzó en 1551 y finalizó en 1633, por lo que ese prolongado período agregó a su estilo colonial influencias barrocas y renacentista. En el siglo XIX se añadieron las naves laterales, la torre y la portada plateresca. El 18 de febrero de 1925 fue nombrada basílica menor. En Sucre también se encuentran la basílica de San Francisco de Charcas y las notables iglesias de San Felipe, San Agustín, Santo Domingo, La Merced, San Lorenzo y San Miguel.
La arquidiócesis tiene como sufragáneas a las diócesis de: Potosí y Tarija.
En 2020 en la arquidiócesis existían 50 parroquias.

## Historia

### SigloXVI
La diócesis de La Plata o Charcas (Platensis seu Carcassensis) fue erigida el 27 de junio de 1552 con la bula Super specula militantis Ecclesiae del papa Julio III, obteniendo el territorio de la diócesis del Cuzco (hoy arquidiócesis del Cuzco). La Villa de La Plata (desde 1839 llamada Sucre) había sido fundada en 1538 sobre una aldea preexistente del pueblo charca. Originalmente fue sufragánea de la arquidiócesis de Lima.
Las ejecutoriales para la erección de la diócesis le dieron una jurisdicción en el Virreinato del Perú del Imperio español sobre las provincias que van desde Azángaro, Lapa, Paucarcolla (al sur del Cuzco) hasta los límites desconocidos con la diócesis del Río de la Plata (hoy arquidiócesis de Asunción), el Reino de Chile, la gobernación del Tucumán y las tierras que se descubriesen en los llanos de Moxos y Chiquitos (el Gran Chaco, entonces apenas explorado). Por lo que abarcó inicialmente partes de los actuales países de Argentina, Bolivia, Brasil, Chile, Paraguay y Perú. 
El primer obispo fray Tomás de San Martín, quien había sido provincial de los dominicos del Perú y con amplia experiencia pastoral y de defensa de los derechos de los indígenas. Fue consagrado obispo en Madrid, en donde el 23 de febrero de 1553 decretó la erección de la iglesia catedral bajo la advocación de la Inmaculada Concepción de María consiguiendo los mismos privilegios de Santa María la Mayor de Roma y las constituciones de la Catedral de Sevilla. En el mismo documento de erección se consignaban las reglas para el régimen de funcionamiento del cabildo catedralicio, al que le fueron asignados 5 dignidades y 6 canónigos. Tomás de San Martín murió en Lima en 1554, antes de ingresar al territorio de su sede. Ninguno de los tres siguientes obispos electos para la Iglesia de Charcas (Serván de Cerezuela, Pedro Fernández de la Torre y Hernando González de la Cuesta) pudo posesionarse por haberles alcanzado antes la muerte. Mientras tanto y durante ocho años el gobierno recayó en el cabildo de la catedral a la cabeza del deán Ramírez de Cisneros. 
El 27 de junio de 1561 cedió una parte de su territorio para la erección de la diócesis de Santiago de Chile (hoy arquidiócesis de Santiago de Chile) con la bula Super specula del papa Pío IV, lo que le restó el Reino de Chile, incluyendo la gobernación del Tucumán. 
En 1563 se posesionó el primer obispo efectivo, fray Domingo de Santo Tomás, que también era dominico. Con él se marcó una impronta episcopal centrada en la organización de parroquias y doctrinas, pastoralista, defensora de los derechos de los indígenas y la asistencia social.  
El monasterio de Nuestra Señora de los Remedios para religiosas agustinas, conocido como el de las “Mónicas”, se estableció en La Plata en 1574, llegando a constituirse por su antigüedad en la segunda casa de vida religiosa femenina en América del Sur. Propiciadas por obispos y miembros prominentes del clero local surgieron en La Plata obras de misericordia. Algunas fueron antes de la erección de la diócesis, la más antigua fue la casa de las Recogidas de Santa Isabel, fundada en 1545, en tiempo de las guerras civiles, para acoger a niñas huérfanas hijas de los conquistadores españoles. El hospital más antiguo fue el que levantó por iniciativa particular Bartolomé Hernández en 1550, quien acogía en su casa y atendía él mismo a pobres enfermos y a forasteros. En 1559 entraron en acuerdo miembros de los cabildos secular y catedralicio para fundar el Hospital de Santa Bárbara, el cual subsiste acogiendo a los más pobres. 
En 1597, durante el episcopado de Alonso Ramírez de Vergara se convocó al cabildo eclesiástico, al clero diocesano, a los superiores de las órdenes religiosas y a teólogos expertos al primer sínodo platense. Los temas presentados a su tratamiento fueron la formación del clero, la evangelización, las prácticas de las religiones indígenas ancestrales, las formalidades pastorales, la distribución de parroquias, las devociones, los abusos en las prácticas morales de los españoles, etc. Sus constituciones pusieron las bases del gobierno de la iglesia de Charcas.
Durante todo el período colonial y también el siglo XIX con la República el cabildo metropolitano de La Plata, como un ente colegiado, mantuvo estabilidad en el gobierno de la Iglesia local en tiempos de sede vacante, y más adelante, cuando La Plata fue arquidiócesis, mantuvo su prerrogativa y derechos jurídicos sobre los cabildos de sedes sufragáneas en la definición de causas y contenciosos que surgían en estos. En 1595, en tiempos de sede vacante, el cabildo, ante la necesidad de formar al clero de la diócesis encaró la fundación del seminario diocesano de Santa Isabel de Hungría. La estabilidad de la que gozará en el tiempo permitirá no solo la formación de los futuros sacerdotes de La Plata, sino que también a los de otras diócesis. 
Las principales órdenes religiosas presentes en tiempos coloniales: franciscanos, dominicos, mercedarios y agustinos, establecieron sus conventos en la Plata, tanto en las principales ciudades de la diócesis como también en poblaciones menores. La Compañía de Jesús dispuso de colegios en las ciudades desde los cuales se organizaban misiones populares en las mismas y misiones en las campiñas alejadas. 

### SigloXVII
En 1602 pasó por Chuquisaca el monje jerónimo fray Diego de Ocaña del Real Monasterio de Santa María de Guadalupe (en Extremadura) recolectando limosnas para su santuario y fundando cofradías de la Virgen. Fue solicitado para que pinte una imagen para su veneración, un ícono que despertó fervor entusiasta en la ciudad, lo que determinó que la “Mamita Gualala” sea la patrona de la ciudad y el objeto de las más fuertes expresiones de devoción mariana.
El 4 o 5 de julio de 1605 cedió otras porciones de su territorio para la erección por el papa Paulo V de las diócesis de La Paz (hoy arquidiócesis de La Paz), en la provincia de Chuquiago, y de la provincia de Santa Cruz de la Sierra, en la ciudad de San Lorenzo de la Barranca (hoy arquidiócesis de Santa Cruz de la Sierra), mediante dos bulas llamadas Super specula militantis.
El 20 de julio de 1609 fue elevada al rango de arquidiócesis metropolitana con el breve Onerosa pastoralis del papa Paulo V, asignándole como sufragáneas a las diócesis de: Río de la Plata (hoy arquidiócesis de Asunción), Tucumán (hoy arquidiócesis de Córdoba), La Paz y Santa Cruz de la Sierra, territorio en el que en 1776 se constituyó el Virreinato del Río de la Plata. El 30 de marzo de 1620 se le agregó la diócesis de la Santísima Trinidad del Puerto de Buenos Aires (hoy arquidiócesis de Buenos Aires), cuando se la erigió desprendiéndola de la del Río de la Plata.
Luego de celebrar en 1620 el segundo sínodo, se llamó a un evento de mayor trascendencia: el primer Concilio Platense. Comenzó su preparación el arzobispo Gerónimo Méndez de Tiedra (1617-1622), que lo convocó el 2 de abril de 1622 cuando estaba de visita pastoral en la Villa Imperial de Potosí. Al morir ese año, fue su sucesor Fernando Arias de Ugarte quien lo convocó de nuevo para el 22 de mayo de 1627, aunque se inauguró recién el 28 de enero de 1629. Acudieron los obispos sufragáneos: Fernando de Ocampo, de Santa Cruz de la Sierra; Pedro de Carranza, de Buenos Aires; Tomás de Torres, del Paraguay, entonces electo del Tucumán. Por su ceguera no pudo acudir Pedro Valencia, de La Paz. En nombre del rey Felipe IV estuvo presente el presidente de la Real Audiencia de Charcas, Martín Egüez Beaumont. Se asumieron los problemas de evangelización, la defensa ante los abusos sobre los indígenas y la actitud a mantener ante sus prácticas idolátricas. Sus decretos fueron enviados a la aprobación del rey a España para que de ahí pasasen a Roma. Los historiadores suponen que debido a su pérdida no fueron aprobados; pese a ello, en las circunscripciones de la provincia eclesiástica de La Plata definieron la línea de acción pastoral en las décadas siguientes. 
El 27 de marzo de 1624 fue fundada la Real y Pontificia Universidad de San Francisco Xavier, tras muchos años de peticiones para evitar el traslado a Lima de los estudiantes. El influjo de la universidad llegó a todo el territorio de la provincia eclesiástica y se sintió siglos después en los movimientos emancipadores, jugando un papel destacado en la configuración de una conciencia de identidad para el territorio de Charcas. 
En el siglo XVII el arzobispado de La Plata estuvo sin prelado durante cuarenta años y pudo contar con apenas doce que ejercieron su episcopado. Algunos de ellos llegaban a La Plata enfermos y ancianos como el premio final de un ascenso por los méritos de haber gobernado otras diócesis. El arzobispo Francisco de Sotomayor en 1630 apenas gobernó cinco meses, mientras que Francisco de Borja lo hizo por nueve años hasta 1644. Los arzobispos que realizaron visitas pastorales por su territorio fueron: Gerónimo Méndez de la Tiedra (1617-1622), Fernando Arias de Ugarte (1626-16329), Juan Antonio de Ocón (1652-1656) y Melchor de Liñán y Cisneros (1672-1678), que luego fue nombrado virrey del Perú y arzobispo de Lima. Bartolomé González de Poveda (1685-1692), después de ser 12 años presidente de la Real Audiencia de Charcas, pasó a ser a arzobispo de La Plata. Gaspar de Villarroel (1659-1665), antes predicador del rey, obispo de Santiago de Chile y de Arequipa, destacó por sus obras teológicas y la de derecho canónico Gobierno Eclesiástico Pacífico. Cristóbal de Castilla y Zamora (1679-1683), quien fue inquisidor en Lima, fundó en la Universidad de San Francisco Xavier las cátedras de Cánones e Instituta, que dieron lugar a la futura facultad de Derecho y abrieron la universidad a un espectro mayor de estudiantes laicos. En 1681 hizo reformas en el Seminario Conciliar otorgándole un reglamento, levantando el nivel de estudios, trasladándolo de sede y cambiándole de nombre de Santa Isabel de Hungría al de San Cristóbal.

### SigloXVIII
Las reformas borbónicas del trono de España desde 1700 ahondaron el concepto del Patronato Regio en términos más regalistas, el Regio Vicariato, y exasperaron las tensiones que ya se vivían entre los arzobispos y las autoridades reales, celosas vigilantes de los privilegios del rey sobre la Iglesia, como las vividas por los arzobispos Molleda, Rodríguez, Delgado o San Alberto. Las vacancias hicieron que el siglo solo hubiera cerca de setenta años de gobierno efectivo.  
El arzobispo Diego Morcillo Rubio y Auñón (1713-1723) asumió funciones eclesiásticas y civiles, pues debió ejercer como virrey en Lima. La enfermedad e incapacidad mental del arzobispo Gregorio Molleda y Clerque (1749-1756) obligaron a la Real Audiencia de Charcas a asumir su interdicción.
Durante el siglo XVIII fue notable la conflictividad en el clero por cuestiones de divisiones de curatos y parroquias. Los prelados hicieron intentos de reforma insistiendo en la selección de vocaciones y la formación en el seminario. 
Mientras en los territorios de misiones se vivían tiempos de floreciente cristiandad, en la zona andina el ambiente para la evangelización se hizo difícil por las cargas que cayeron sobre los indígenas y el poco testimonio cristiano que dieron muchas autoridades civiles. Este siglo es más conocido por la serie de conflictos y revueltas sociales que involucraron a mestizos e indígenas en las que de muchas maneras de vio envuelta la Iglesia en la labor de mediación y pacificación, aunque por otro lado se dieron casos en los que miembros del clero tomaron partido directo por el régimen establecido como capellanes de las tropas realistas o formando o financiando compañías de indios contrainsurgentes.
La expulsión de la Compañía de Jesús por e rey Carlos III en 1767/1768 produjo gran impacto en todo el distrito de Charcas, no sólo en la evangelización en las misiones de Moxos, Chiquitos y Chiriguanos, sino también en el trabajo pastoral y educativo que la orden cumplía en las ciudades y sus campiñas circundantes. La expulsión dio un nuevo protagonismo al clero diocesano criollo. La línea de la enseñanza de la Universidad de San Francisco Xavier duró hasta la expulsión de los jesuitas que la regenteaban, y luego la institución entró en franca decadencia. El arzobispo Miguel de Argandoña Pastén y Salazar (1762-1775), como cancelario de la Universidad tuvo que asumir la responsabilidad sobre ella y salvar la situación haciendo un juego de equilibrios con el presidente de la Real Audiencia, Victoriano Martínez de Tineo, representante del Patronato Regio. Así se colocaron de manera alterna en el cargo de rector unas veces a un clérigo y otras a un seglar. Al final del siglo XVIII se habían perdido las funciones literarias, el método, la formalidad y la disciplina en los estudios.
Para que se convoque a un segundo Concilio Platense obedeciendo a una clara consigna regalista, el rey Carlos III declaró nulos los decretos del primer Concilio. Fue inaugurado el 12 de enero de 1774 con la presencia del arzobispo Miguel de Argandoña Pastén y Salazar y los obispos sufragáneos de La Paz, Alejandro de Ochoa y Murillo, de Santa Cruz de la Sierra, Francisco Ramón de Herboso y Figueroa, de Asunción, Juan José Priego y Caro (que falleció durante el Concilio), de Córdoba del Tucumán, Manuel Moscoso, y de Buenos Aires, Manuel de la Torre. El arzobispo y el obispo Moscoso tomaron partido por la doctrina regalista, chocando con los demás, lo que impidió las reformas en temas como divisiones de curatos extensos, aranceles y disciplinarias. El arzobispo falleció el 11 de agosto de 1775, por lo que los obispos que defendían la independencia eclesiástica lograron la aprobación de los decretos en su línea, los cuales quedaron archivados en Madrid sin llegar a Roma.
Uno de los principales reformadores del seminario fue el arzobispo Pedro Miguel Argandoña Pastene Salazar (1762-1775).
El arzobispo José de San Alberto (1785-1804) fundó el colegio de educandas en La Plata y un orfanato en Cochabamba.

### SigloXIX
El 28 de mayo de 1806 cedió una parte de su territorio para la erección de la diócesis de Salta (hoy arquidiócesis de Salta) mediante la bula Regalium Principum del papa Pío VII, con jurisdicción sobre la intendencia de Salta del Tucumán en el Virreinato del Río de la Plata]]. Para dar cumplimiento a la bula, dos cédulas del rey Carlos IV de España de 17 de febrero de 1807 ordenaron segregar el partido de Tarija de la intendencia de Potosí y de la arquidiócesis de La Plata o Charcas e incorporarlo a la intendencia de Salta del Tucumán y a la diócesis de Salta. Se convocó en Tarija a un cabildo abierto el 25 de julio de 1807, en el cual se aceptó completamente la decisión de separarse de la intendencia de Potosí, pero se negó a estar bajo la jurisdicción gubernamental de la intendencia de Salta del Tucumán, proclamando su libertad e independencia, mientras se envió un petitorio al rey para que solicitase al papa que revirtiera la dependencia de Tarija al arzobispado de Charcas. Dado que el papa Pío VII se hallaba prisionero de Napoleón Bonaparte, la modificación de los límites de la nueva diócesis no pudo realizarse y Tarija se integró a la diócesis de Salta. A solicitud de aclaración del primer obispo de Salta, a quien el rey le había dirigido una real cédula de nombramiento indicándole el pase jurisdiccional del territorio de Tarija a Salta, pero esto terminó sólo en lo religioso, otra cédula real de 2 de marzo de 1811 expedida por el Consejo de Regencia, aclaró que el partido de Chichas pertenecería a la nueva diócesis de Salta y al territorio de Tarija, pero perduro bajo jurisdicción principalmente de la intendencia de Potosí. Esta situación derivó después de la guerra de Independencia en la Cuestión de Tarija, Chichas y Tarija quedaron de facto bajo jurisdicción de la arquidiócesis de Charcas a partir de 1826 luego de su incorporación a Bolivia.
El 25 de mayo de 1809 se produjo la Revolución de Chuquisaca, preludio de la guerra de la Independencia que finalizó en 1825 con la creación de una república en el territorio de Charcas o por entonces llamado Alto Perú. Las connotaciones de guerra civil se manifestaron en la Iglesia y su clero como un reflejo de las divisiones que se daban en la sociedad altoperuana. La Iglesia se vio envuelta en el ir y venir entre las fuerzas de los ejércitos realistas y patriotas, que salvo algunas manifestaciones jacobinas de la primera expedición auxiliadora al Alto Perú (1810-1811), se mantuvieron afiliados a la doctrina católica.
El arzobispo Benito María Moxó y Francolí (1806-1816) fue partidario del presidente de la Real Audiencia de Charcas, Ramón García de León y Pizarro, por lo que fue desterrado a Salta por la tercera expedición auxiliadora al Alto Perú (1815-1816), en donde murió en abril de 1816. Tras su muerte fue designado arzobispo Diego Martín Navarro de Villodres, que por sus ideas monárquicas jamás pudo tomar posesión de su sede y el gobierno de la Iglesia de La Plata cayó en manos de los prebendados. El más conocido fue el deán Matías Terrazas, quien después de la declaración de la Independencia de Bolivia en 1825, tuvo que asumir el nuevo régimen y convocó a los párrocos de la arquidiócesis a instar al pueblo a aceptar las ventajas del nuevo sistema de gobierno y rechazar los males que resultaban de la anarquía. Sin embargo Terrazas no dejó de expresar su protesta ante los decretos de Simón Bolívar y las reforma del mariscal Antonio José de Sucre que pesaban sobre la Iglesia: secularización y desamortización de los bienes eclesiásticos, confiscación del tesoro eclesiástico, multas civiles a los párrocos, nuevos aranceles, exclaustración de frailes, clausura de conventos, la reducción del número de los cabildantes, la supresión de hermandades y cofradías, abolición de fundaciones pías, etc. Los bienes apropiados para la nueva República fueron destinados para uso público. Los claustros de conventos suprimidos fueron convertidos en cuarteles, mercados, escuelas y oficinas del Estado. Algunos se remataron en pública almoneda. Se confiscó el tesoro artístico de la iglesia que se guardaba en los templos y conventos que se suprimieron y muchos objetos de oro y plata fueron convertidos en monedas. La supresión de las órdenes religiosas reforzó la hegemonía del clero diocesano, pero provocó la disminución de sacerdotes y Terrazas informó que en la arquidiócesis quedaban 60 parroquias vacantes y de las 18 sillas del cabildo, 11 estaban vacantes. Apenas quedaban 288 frailes en los conventos. El seminario de San Cristóbal perdió su carácter netamente clerical y desarrollará un servicio educativo no sólo para los aspirantes al sacerdocio sino también para alumnos externos que no necesariamente tenían una vocación para el sacerdocio. La autoridad civil dictaminó las asignaturas y el orden de las materias que se debían cursar. De la misma manera el reglamento de disciplina y las condiciones para la admisión de candidatos.
El 25 de junio de 1847 cedió una porción de su territorio (el departamento de Cochabamba) para la erección de la diócesis de Cochabamba (hoy arquidiócesis de Cochabamba) mediante la bula Ubique pateat del papa Pío IX.
El 23 de septiembre de 1857 el papa Pío IX por un rescripto pontificio reincorporó a Tarija a la arquidiócesis de La Plata, separándola de la diócesis de Salta y pasando a ser una de sus vicarías.
Fray Mamerto Esquiú fundó en 1868 El Cruzado, el primer periódico católico de la ciudad que permitió plantear desde el arzobispado a la sociedad la difusión de la doctrina, las noticias de la Iglesia y la acción apologética ante el ataque de ideas liberales, laicistas, positivistas de entonces. Aparte, en sus hojas se dio cobertura a la circulación de correspondencia y a la difusión de la producción literaria de autores como María Josefa Mujía “la Ciega”.
Las Hijas de Santa Ana fueron las primeras religiosas de vida activa que llegaron a la Iglesia chuquisaqueña. Llevadas por el rico minero Aniceto Arce (luego presidente de Bolivia) en 1880. Se hicieron cargo del antiguo colegio de las Educandas al que pusieron el nombre de Santa Ana. En 1892 las hermanas se hicieron cargo de uno de los asilos fundados por los esposos Francisco Argandoña y Clotilde Urioste, el de Santa Clotilde, mientras que el otro, el de San Francisco, quedó a cargo de los padres Salesianos. 
Luego de la ocupación chilena de la ciudad de Antofagasta en la guerra del Pacífico, en 1881 la arquidiócesis cedió una porción de territorio para la erección de la misión sui iuris de Antofagasta (hoy arquidiócesis de Antofagasta), que quedó en territorio de Chile.
El arzobispo Pedro José Cayetano de la Llosa (1887-1897) fue el único que pudo realizar una visita pastoral en la arquidiócesis y para resolver los problemas eclesiásticos convocó al III Concilio Platense el 8 de diciembre de 1888. Se inauguró el 9 de junio y se clausuró el 6 de octubre de 1889. Logró la asistencia de los obispos sufragáneos, por entonces sólo ya de Bolivia: Francisco María del Granado de Cochabamba, Juan de Dios Bosque de La Paz y Juan José Valdivia de Santa Cruz de la Sierra. Trató cuestiones doctrinales, el apostolado militante de los laicos, la pastoral sacramental, la lucha antiliberal y antimasónica y la aplicación de las constituciones del Concilio Vaticano I. 
El rector del Seminario San Cristóbal, Juan María Fernández de Córdova y Nestares, como capellán de un regimiento de voluntarios durante la guerra Federal (1898-1900), fue asesinado junto a 23 heridos en la capilla de Ayo Ayo en enero de 1899.

### SigloXX
El 22 de mayo de 1919 cedió otra porción de su territorio para la erección del vicariato apostólico del Chaco (hoy vicariato apostólico de Camiri) mediante el decreto Optimo sane consilio de la Congregación Consistorial.
El 11 de noviembre de 1924, mediante la bula Praedecessoribus Nostris del papa Pío XI cedió nuevas porciones de territorio para la erección de las diócesis de Oruro, Potosí y Tarija y al mismo tiempo asumió su nombre actual.
En 1927 el arzobispo Pierini convocó al Quinto Sínodo arquidiocesano. En 1937 la ciudad de Sucre celebró el Congreso Eucarístico Diocesano y en diciembre de 1938 celebró la coronación de la Virgen de Guadalupe por el cuarto centenario de la fundación de la ciudad. 
El 27 de junio de 1945 se tuvo lugar en Sucre el Tercer Congreso Eucarístico Nacional con la asistencia del legado pontificio Guevara. El segundo Congreso Mariano Nacional se efectuó también en Sucre en 1954.

### SigloXXI
El 11 de febrero de 2021 el papa Francisco reconoció a la arquidiócesis como sede primacial de Bolivia mediante la bula A Domino ipso.

## Estadísticas
Según el Anuario Pontificio 2021 la arquidiócesis tenía a fines de 2020 un total de 588 871 fieles bautizados.
| Año                                                                             | Población            | Población | Población      | Sacerdotes | Sacerdotes    | Sacerdotes    | Bautizados por sacerdote | Diáconos permanentes | Religiosos | Religiosos | Parroquias |
| Año                                                                             | Bautizados católicos | Total     | % de católicos | Total      | Clero secular | Clero regular | Bautizados por sacerdote | Diáconos permanentes | Varones    | Mujeres    | Parroquias |
| ------------------------------------------------------------------------------- | -------------------- | --------- | -------------- | ---------- | ------------- | ------------- | ------------------------ | -------------------- | ---------- | ---------- | ---------- |
| 1950                                                                            | 370 000              | 390 000   | 94.9           | 66         | 35            | 31            | 5606                     |                      | 58         | 111        | 34         |
| 1966                                                                            | 398 000              | 400 000   | 99.5           | 82         | 51            | 31            | 4853                     |                      | 44         | 108        | 41         |
| 1970                                                                            | 380 000              | 400 000   | 95.0           | 70         | 39            | 31            | 5428                     |                      | 45         |            | 40         |
| 1976                                                                            | 510 000              | 540 000   | 94.4           | 67         | 37            | 30            | 7611                     |                      | 42         | 116        | 42         |
| 1980                                                                            | 471 800              | 476 000   | 99.1           | 65         | 35            | 30            | 7258                     | 1                    | 46         | 180        | 43         |
| 1990                                                                            | 481 000              | 501 000   | 96.0           | 69         | 44            | 25            | 6971                     |                      | 35         | 185        | 43         |
| 1999                                                                            | 447 892              | 479 892   | 93.3           | 58         | 31            | 27            | 7722                     |                      | 41         | 228        | 43         |
| 2000                                                                            | 480 379              | 512 379   | 93.8           | 67         | 42            | 25            | 7169                     |                      | 37         | 245        | 44         |
| 2001                                                                            | 493 875              | 522 431   | 94.5           | 74         | 51            | 23            | 6673                     |                      | 35         | 247        | 44         |
| 2002                                                                            | 481 807              | 531 522   | 90.6           | 80         | 57            | 23            | 6022                     |                      | 34         | 244        | 44         |
| 2003                                                                            | 486 012              | 546 130   | 89.0           | 86         | 63            | 23            | 5651                     | 1                    | 33         | 246        | 44         |
| 2004                                                                            | 473 967              | 552 619   | 85.8           | 83         | 59            | 24            | 5710                     | 1                    | 39         | 257        | 44         |
| 2010                                                                            | 542 000              | 618 .000  | 87.7           | 91         | 67            | 24            | 5956                     | 1                    | 46         | 205        | 45         |
| 2014                                                                            | 582 000              | 664 000   | 87.7           | 94         | 78            | 16            | 6191                     |                      | 31         | 182        | 44         |
| 2017                                                                            | 598 657              | 684 743   | 87.4           | 94         | 77            | 17            | 6368                     | 1                    | 25         | 181        | 50         |
| 2020                                                                            | 588 871              | 695 940   | 84.6           | 92         | 77            | 15            | 6400                     | 2                    | 32         | 200        | 50         |
| Fuente: Catholic-Hierarchy, que a su vez toma los datos del Anuario Pontificio. |                      |           |                |            |               |               |                          |                      |            |            |            |

## Episcopologio

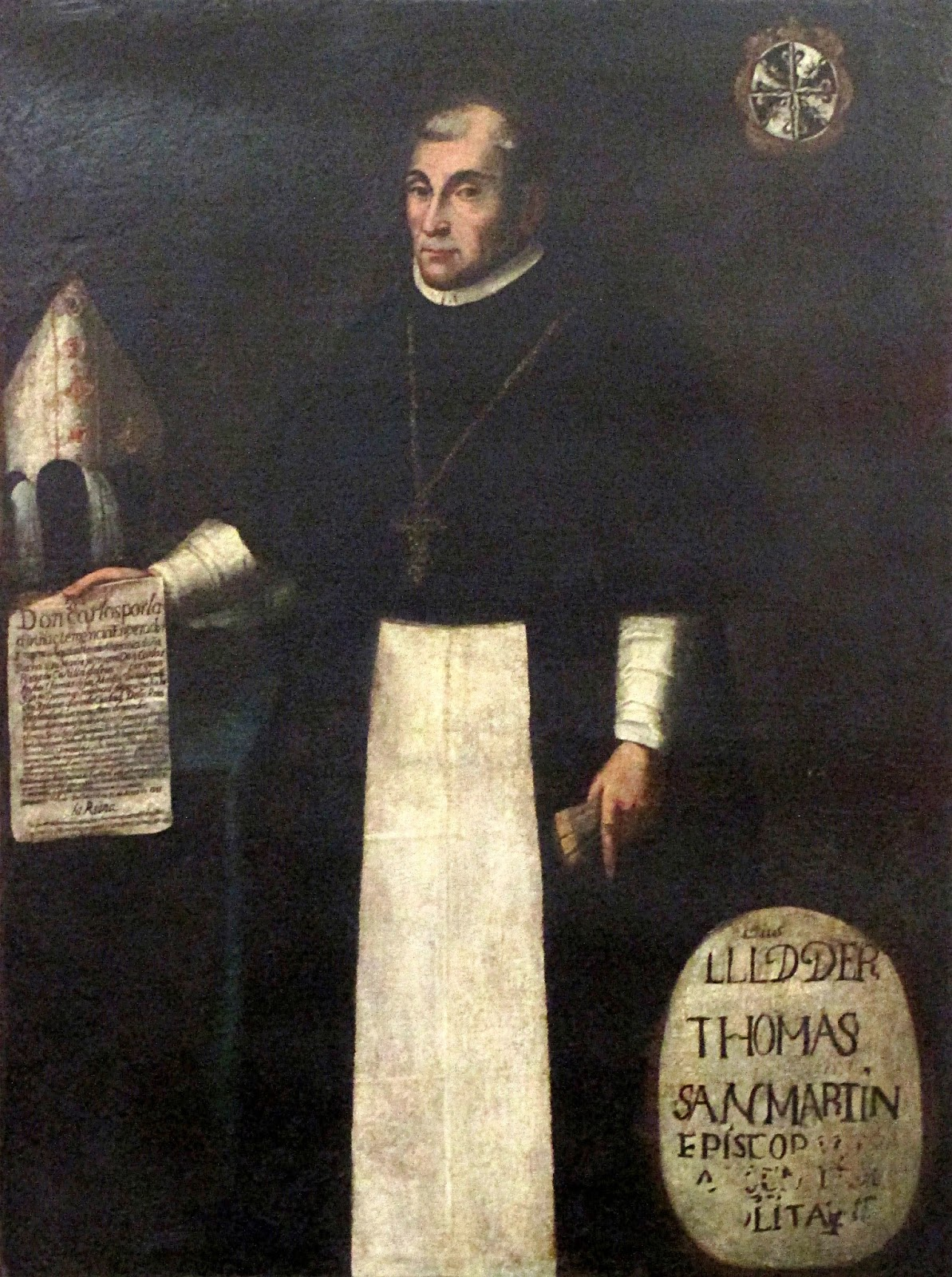
Tomás de San Martín, primer obispo de Charcas

### Obispos de La Plata o Charcas
- Tomás de San Martín, O.P. † (27 de junio de 1552-25 de agosto de 1555[nota 3]falleció antes de ingresar a su sede, pero habiendo ejecutado antes la bula de erección de la diócesis)
  - Sede vacante (1555-1562)
  - Fernando Gonzalez de la Cuesta † (27 de junio de 1561-?) (obispo electo)[nota 4]
- Domingo de Santo Tomás, O.P. † (6 de julio de 1562-28 de febrero de 1570 falleció)
  - Sede vacante (1570-1579)
  - Hernando de Santillán y Figueroa † (17 de octubre de 1572-8 de junio de 1574 falleció) (obispo electo)
- Alfonso Graniero Ávalos † (9 de enero de 1579-19 de noviembre de 1585 falleció)
- Alfonso de la Cerda, O.P. † (6 de noviembre de 1587-25 de junio de 1592 falleció)
- Alonso Ramírez Vergara, O.S. Iacobi † (17 de junio de 1594-19 de noviembre de 1602 falleció)
  - Sede vacante (1602-1605)
- Luis López de Solís, O.S.A. † (18 de julio de 1605-5 de julio de 1606 falleció)[15][16]
  - Sede vacante (1606-1609)
  - Diego de Zambrana y Guzmán † (14 de enero de 1608-? falleció) (obispo electo)
- Alonso de Peralta † (14 de enero de 1609-20 de julio de 1609 nombrado arzobispo)

### Arzobispos de La Plata o Charcas
- Alonso de Peralta † (20 de julio de 1609-3 de diciembre de 1614[nota 5] falleció)
- Jerónimo Tiedra Méndez, O.P. † (14 de noviembre de 1616-22 de marzo de 1622[nota 6] falleció)
- Hernando de Arias y Ugarte † (15 de abril de 1624-29 de mayo de 1628 nombrado arzobispo de Lima)
- Francisco Sotomayor, O.F.M. † (5 de junio de 1628-5 de febrero de 1630 falleció)
  - Sede vacante (1630-1635)
- Francisco Vega Borja, O.S.B. † (9 de julio de 1635-23 de junio de 1644 falleció)
- Pedro de Oviedo Falconi, O. Cist. † (21 de agosto de 1645-13 de octubre de 1649 falleció)
- Juan Alonso y Ocón † (17 de julio de 1651-29 de junio de 1656 falleció)
  - Sede vacante (1656-1659)
- Gaspar de Villarroel, O.S.A. † (17 de enero de 1659-12 de octubre de 1665 falleció)[17]
  - Sede vacante (1665-1672)
  - Bernardo de Izaguirre Reyes † (15 de julio de 1669-17 de marzo de 1670 falleció) (arzobispo electo)
- Melchor de Liñán y Cisneros † (8 de febrero de 1672-14 de junio de 1677 nombrado arzobispo de Lima)
- Cristóbal de Castilla y Zamora † (8 de noviembre de 1677-7 de octubre de 1683 falleció)
- Bartolomé González y Poveda † (9 de abril de 1685-26 de noviembre de 1692 falleció)
- Juan Queipo de Llano y Valdés † (19 de abril de 1694-29 de julio de 1708[nota 7] falleció)
  - Sede vacante (1708-1714)
  - Pedro Vázquez de Velasco † (1711, pero en 1710 falleció) (arzobispo electo póstumo)
- Diego Morcillo Rubio de Auñón de Robledo, O.SS.T. † (21 de marzo de 1714-12 de mayo de 1723 nombrado arzobispo de Lima)
  - Juan de Necolalde † (12 de mayo de 1723-14 de mayo de 1724 falleció) (arzobispo electo)
- Luis Francisco Romero † (19 de noviembre de 1725-28 de noviembre de 1728 falleció)
- Alonso del Pozo y Silva † (24 de julio de 1730-antes del 22 de enero de 1742 renunció)
- Agustín Rodríguez Delgado † (22 de enero de 1742-14 de junio de 1746 nombrado arzobispo de Lima)
  - Salvador Bermúdez y Becerra † (14 de junio de 1746-29 de diciembre de 1747 falleció) (arzobispo electo)
- Gregorio de Molleda y Clerque † (4 de septiembre de 1747-1 de abril de 1756 falleció)
  - Bernardo de Arbiza y Ugarte † (23 de mayo de 1757, pero el 20 de octubre de 1756 falleció) (arzobispo electo póstumo)
- Cayetano Marcellano y Agramont † (13 de marzo de 1758-28 de agosto de 1760 falleció)
- Pedro Miguel de Argandoña † (25 de enero de 1762-11 de agosto de 1775 falleció)
- Francisco Ramón Herboso y Figueroa, O.P. † (16 de septiembre de 1776-29 de abril de 1782 falleció)
  - Sede vacante (1782-1784)
- José Campos Julián (o José Antonio de San Alberto), O.C.D. † (20 de septiembre de 1784[nota 8]-25 de marzo de 1804 falleció)
- Benito María Moxó y Francolí, O.S.B. † (26 de junio de 1805-11 de abril de 1816 falleció)
- Diego Antonio Navarro Martín de Villodres † (16 de marzo de 1818-1827 falleció)
  - Sede vacante (1827-1835)
- José María Mendizábal † (24 de julio de 1835-septiembre de 1846 falleció)
  - Sede vacante (1846-1855)
- Manuel Ángel del Prado Cárdenas † (28 de septiembre de 1855-septiembre de 1858 falleció)
  - Sede vacante (1858-1861)
- Pedro José Puch y Solona † (23 de diciembre de 1861-25 de noviembre de 1885 falleció)
- Pedro José Cayetano de la Llosa, C.O. † (14 de noviembre de 1887-2 de agosto de 1897 falleció)
- Miguel de los Santos Taborga † (1 de marzo de 1898-30 de abril de 1906 falleció)
- Sebastiano Francisco Pifferi, O.F.M. † (30 de abril de 1906 por sucesión-4 de febrero de 1912 falleció)
- Victor Arrién (Arrieu) † (13 de enero de 1914-14 de diciembre de 1922 renunció[nota 9])
- Luigi Francesco Pierini, O.F.M. † (31 de octubre de 1923-11 de noviembre de 1924)

### Arzobispos de Sucre
- Luigi Francesco Pierini, O.F.M. † (11 de noviembre de 1924-28 de octubre de 1939 falleció)
- Daniel Rivero Rivero † (3 de febrero de 1940-26 de octubre de 1951 renunció[nota 10])
- Cardenal José Clemente Maurer, C.SS.R. † (27 de octubre de 1951-30 de noviembre de 1983 retirado)
- René Fernández Apaza † (30 de noviembre de 1983 por sucesión-16 de abril de 1988 nombrado arzobispo de Cochabamba)
- Jesús Pérez Rodríguez, O.F.M. † (6 de noviembre de 1989-2 de febrero de 2013 retirado)
- Jesús Juárez Párraga, S.D.B. (2 de febrero de 2013-11 de febrero de 2020 retirado)
- Ricardo Ernesto Centellas Guzmán, desde el 11 de febrero de 2020